# Nancha
För andra betydelser, se Nancha (olika betydelser).
Nancha är ett stadsdistrikt i Yichun i provinsen Heilongjiang i nordöstra Kina.